# 릭 앤 모티
《릭 앤 모티》(Rick and Morty)는 미국의 성인 애니메이션 시리즈다. 미국 애니메이션 시리즈 핀과 제이크의 어드벤처 타임의 레몬 백작 성우를 담당하고 솔라 오포짓의 제작을 담당한 저스틴 로일랜드와 미드 커뮤니티 (시트콤)의 감독 댄 하먼이 기획하고 카툰 네트워크의 심야방송 어덜트 스윔에서 방영한다. 매드 사이언티스트 릭 산체스와 곰살궂되 여리여리한 마음씨의 손자 모티 스미스를 주인공으로 삼는다.
릭과 모티 두 명 모두 로일랜드가 몸소 연기하고 있으며, 그들의 가족되는 역은 크리스 파넬, 스펜서 그래머, 세라 초크가 맡아보고 있다. 본 애니메이션의 원작이 되는 것은 로일랜드가 하먼과 공작하고 채널 101에 출품한 《백 투 더 퓨처》를 패러디한 단편영화다. 시리즈 자체는 대단한 호평을 거두어 원작성이니 창의성이니 유머에서 특히 추켜올려졌다.
2023년 9월 26일 첫번째 티저 예고편이 공개되었으며, 2023년 10월 15일 《어덜트 스윔》 앞으로 총 10편의 에피소드로 공개될 예정이다., 대한민국에서는 넷플릭스를 통해서 시즌 7까지 모두 시청 가능하다.

## 대체
제리, 베스 부부, 그 딸 서머, 아들 모티, 베스의 부친되는 릭 산체스로 이뤄진 스미스 가의 모험을 다룬다. 저스틴 로일랜드가 밝힌 바 거주지는 워싱턴주 시애틀의 근교. 비단 시애틀 뿐만 아니라 무한한 다중현실이라든가 지구 외의 다른 별이라든가 무대로 삼는 곳은 다양하다.
릭은 괴괴한 주정뱅이 매드 사이언티스트로, 결혼이니 사랑이니 가족이니 학교니 사회통념적인 것은 배척하면서 유약한 14살짜리 손자 모티를 데리고 모험을 떠나 버릇한다. 서머는 모티의 누나되는 17살 소녀로 모티보다야 사교적이지만 또래 사이에서의 자신의 입지에 전전긍긍하고 있으며, 때때로 릭과 모티의 모험에 끼어들기도 한다. 이 두 자녀의 모친 베스는 비교적 점잖은 성격에 가정의 대들보 노릇을 하고 있지만, 자신의 본직되는 말 수술 일에 자격지심인 데가 있다. 또 맹하고 우유부단한 남편 제리와의 결혼생활에 싫증을 느낀다. 그리고 제리의 경우 릭이 가족에 뻗치는 영향을 탐탁찮게 생각한다.
본작에서 다뤄지는 다중우주에서의 이들 등장인물의 성격이니 모습은 그 우주우주마다 천차만별하다. 본작에서 다루는 릭은 자칭하되 "C-137 차원지구의 릭 산체스"라 했다. 그러나 이것이 다른 가족원에게 적용될 수는 없는 것이 시즌 1의 에피소드 〈Rick Potion #9〉에서, 본편의 지구의 모든 인류가 괴물화하였던바 릭과 모티는 원래 있던 우주의 서머, 베스, 제리를 두고 다른 우주의 지구로 이주하는 때문이다.

## 제작

### 구상에서 방영까지
저스틴 로일랜드와 댄 하먼이 기획했다. 이 둘은 하먼이 공동기획한 로스앤젤레스의 비영리 단편영화제 채널 101에서 처음 만났다. 이 채널 101로 말하자면, 참가자는 파일럿의 형식으로 된 단편영화를 출품하고, 이것을 실황으로 본 관객들이 이 파일럿을 시리즈로서 계속 만들어야 할지 말아야 할지 결정한다. 로일랜드는 이 영화제가 출범한 지 1년 됐을 때, 즉 2004년에 영화 한 편을 출품했다. 이 영화는 그야말로 충격 가치(shock value)의 점철이었다. 관객들은 이러한 "외로 틀리고, 비꾸러진" 영화의 요소요소에 당혹스러워 했다. 이러한 반응에도 하먼은 그 유머감각을 높이 샀으며, 곧 둘이는 손을 잡게 되었다. 2006년 로일랜드는 일하고 있던 프로그램에서 해고당한다. 본인이 밝힌 바 이곳에서의 일은 창의적인 부분에서 숨막히기 짝이 없었다. 해고된 로일랜드는 자신의 창작력을 한곬로 모아 채널 101에 출품할 영화의 제작에 쏟아부었다. 그 결과물이 바로 〈진짜 애니메이션으로 만든 닥과 마티의 모험〉(The Real Animated Adventures of Doc and Mharti)으로서, 등장인물은 《백 투 더 퓨처》의 닥 브라운과 마티 맥플라이의 패러디였다. 이 영화로 말하자면 하먼이 설명한 바 "개악화(改惡化)한, 포르노적으로 훼손화(毁損化)한" 닥 스미스가 나와 마티를 설복하기를, 자신의 모든 문제가 그저 자신한테 구강성교를 해 주면 가신다 하는 내용이었다. 이 영화는 커다란 반응을 불러일으켰고, 이내 로일랜드는 같은 등장인물들이 나오는 영화를 여러 편 더 제작했다. 그러면서 본편에서는 없던 설정까지 만들어졌고, 원작에서 따온 모티브는 퇴색되었다. 이후 하먼은 NBC 시트콤 《커뮤니티》를 기획 및 제작하고, 한편 로일랜드는 《피시 훅스》 등에서 성우를 맡아보았다.
2012년 하먼은 《커뮤니티》에서 잠깐 해고당한다. 마침 당시 황금시간대에 내보낼 "히트" 프로를 좇고 있던 어덜트 스윔은 이 틈을 도와 하먼에게 스카우트를 제의하지만, 하먼은 당초 이 채널이 자신의 성미와는 맞지 않을 것으로 생각했다. 더군다나 애니메이션과는 별로 연도 없고, 하먼이 제작하는 프로는 오히려 대화, 등장인물, 서사에 치중된 것이었다. 그리하여 하먼은 로일랜드한테 전화해서, 무언가 애니메이션 시리즈로 만들 좋은 구상이 있느냐 떠보았다. 로일랜드는 곧바로 전에 만들어 뒀던 닥과 마티의 구상이 있다 했고, 제목은 릭과 모티로 고치자 했다. 로일랜드는 당초 한 편당 11분짜리 영상을 만들기를 원했으나 어덜트 스윔에서 이를 물려버리고 30분짜리 영상을 강권하였다. 하먼이 생각기에 로일랜드의 목소리를 가지고 프로를 만들고자 하면 가장 좋은 방법은 등장인물의 가족을 만드는 것이었다. 그러던 중에 어덜트 스윔의 개발책임자 닉 와이덴펠드가 제안하되 릭을 모티의 할아버지로 만들면 어떻냐고 했다. 로일랜드는 전부터 여러 기획을 만들어 방송국에다 출품도 해 보고 했지만, 출품하는 족족 낙선이 되었던지라 당초 타인이 자신의 기획을 건들작시면 몹시 비협조적으로 나왔다고 한다. 《릭 앤 모티》를 만들기 전에 이미 폭스에 세 번이나 낙선되었는지라, 그는 텔레비전 프로의 제작에 있어 바야흐로 "꺼부러지는(burned out)" 느낌이 들었다 했다.
초안은 하먼이 《커뮤니티》 재직 중에 쓰던 가구 없는 사무실에서 6시간에 걸쳐 써졌다. 둘이는 그날에 줄거리를 완성시키고, 파일럿을 팔고, 다시 또 앉아 쓰기를 계속했다. 을밋을밋 미루는 자신의 성미를 잘 알고 있던 로일랜드는 하먼을 설득해서라도 당일 안에 초안을 끝까지 쓰기로 했다. 다음은 하먼의 회고다. "바닥에 붙이고 앉아, 양반다리 위에 랩탑을 얹고 썼었죠. 이제 집에 가야겠다 해서 일어나려니까 걔가 하는 말이, '잠깐, 지금 집에 가잖아? 그러면 이거 완성하는데 세 달은 족히 걸려. 근데 여기 남잖아? 그러면 6시간이면 끝나.' 무슨 예감이라도 들었던 건지 원." 어덜트 스윔은 처음에 로일랜드가 등장인물 2인의 목소리를 맡는다 하자 걱정스러워 했다고 한다. 특히 모티의 성격은 그때까지 들썽거리는 감이 있었기에 더욱 그렇했다. 이에 하먼은 모티를 보다 실팍한 성격으로 쓴 네 편의 설정서를 써다 마이크 라조에게 건냈다. 원래 어덜트 스윔은 프로의 시청등급을 TV-14로 정했었는데, 제작진에서는 이 결정을 못마땅히 받아들였다. 이것은 황금시간대에 방영될 다른 인기 프로그램과 경쟁이 있는 때문에서였다.
주제가는 라이언 엘더가 쓴 것으로, 원래 로일랜드가 카툰 네트워크에 출품한 파일럿 〈개의 세계〉(Dog World)에서 썼던 것이었다. 〈개의 세계〉는 〈Lawnmower Dog〉에서 레퍼런스로 등장되기도 한다.

### 각본
하먼이 밝히기로 각본실이라는 곳이 《커뮤니티》 시절에 쓰던 스튜디오와 상당히 닮았다고 한다. 이 둘을 비교하면서 재차 밝히기로 《릭 앤 모티》의 각본진은 그때와 비교해 눈에 띄게 수가 적고, 또한 더 "감사납고, 산만하고, 또 말이 많다" 했다. 시즌 1 때의 각본진은 로일랜드, 하먼을 비롯해 톰 커프만, 라이언 리들리, 웨이드 랜돌프, 에릭 아코스타로 얼러졌으며, 이 밖에 보조작가로 마이크 맥마한이 있었다. "각본실은 정말정말 쥐꼬리 만하게, 일은 앞앞이 산더미 만하게" 주어진 각본진은 거개의 어덜트 스윔의 사원들답게 미국 작가 협회에 가입되지 못했다. 각본진은 일단 만나면 서로서로의 구상을 개진하고, 이를 뭉쳐서 줄거리로 발전시킨다. 토론 중에는 이따금 사적인 일이라던가 사이언스 픽션에 대한 생각도 개진되곤 한다. 줄거리가 완성이 됐으면, 개개의 작가에게는 뼈대(outline)를 작성할 직무가 부여된다. 그러되 줄거리의 일관성에서 벗어나지 않게, 또한 논리적인 기승전결을 유지하면서 써야만 한다. 이 뼈대를 로일랜드와 하먼이 "패스"하면, 이후부터는 원고 작업에 들어간다. 원고는 마지막 한 부까지 하먼이나 로일랜드 둘 중 한 명에게 재가를 받게 되어 있다. 하먼은 가끔 자신의 완벽주의로 해서 각본에 있어 일정의 지체를 주기도 한다고 말한다. 시즌 3이 원래 계획되어 있던 14편이 아닌 10편인 이유도 이것이 크게 작용했다.
거개의 에피소드는 대체원(大體圓, story circle)을 이용하여 그 얼개를 짠다. 조지프 캠벨이 고안한 대체원 모노미스를 하먼 나름으로 개작한 것이 쓰이는데, 기본 모노미스와는 다른 것이 2막 구조상의 변곡점(act break)이 대체원상에서 이상스러운 곳에 위치한다는 것이다. 아버지의 복수(Atonement with the Father) 후에 변곡점이 나타나는 게 아니라 여신과의 만남(The Meeting with the Goddess) 후에 변곡점이 있는 식이다. 로일랜드가 밝히기로 자기와 하먼은 《릭 앤 모티》의 줄거리가 종래적인 연속성을 띄기보다, "법칙에 구애됨이 없는" 비연속적인 줄거리가 되기를 의도하였다 한다. 또한 "부정직한 팬 서비스처럼 보일까 하는 두려움에" 각본진은 전편에서 벌써 쓰였던 비유를 다시 쓰는 것을 피하고 있다 한다. 시즌 1의 경우 여러 에피소드가 각본을 썼을 때 구상했던 순서대로 제작되지 못했다. 이를테면 〈Rick Potion #9〉는 원래 두 번째 에피소드로 썼지만, 애니메이션화를 거치면서 시리즈의 연속성을 해칠까봐 다섯 번째 에피소드로 물려졌다.

### 성우의 변경
릭 앤 모티에서 릭 산체스와 모티 스미스 역의 저스틴 로일랜드를 대신하는 새로운 성우들이 시즌7 시사회에서 최초로 공개되었고, 이안 카르도니가 릭 산체스역의 새로운 성우, 그리고 해리 벨든이 모티 스미스역의 새로운 성우로 밝혀졌다. 어덜트 스윔은 올해 초 저스틴 로일랜드가 회사를 떠난 후, 시리즈 제작자 저스틴 로일랜드가 이전에 수행했던 릭, 모티, 그리고 모든 다른 역할들을 재캐스팅할 것이라고 발표했다. 저스틴 로일랜드의 하차는 그에게 제기된 가정 폭력의 혐의로 인해 영향을 끼치게 되었고, 릭 앤 모티를 비롯한 그가 제작했던 솔라 오포짓에서 일하던 사람들이 로일랜드와 그의 공동 창작자들 사이의 계속되는 분열에 대한 폭로를 하였다.
카르도니는 이전에 《데드 오브 나이트》에서 단역을 맡았고 《레슬마니아》 해설자로도 활동했던 보스턴 출신의 성우이다. 벨든은 《조 페라 톡스 위드 유》에서 "보안 요원"과 《시카고 메드》에서 조수역할로 등장하면서, 유사하게 상대적으로 알려지지 않았다. 이들은 성인 애니메이션에서 가장 유명한 캐릭터 두 역할을 맡게 되었고, 팬들은 성우에 대한 비난과 칭찬 두 갈래로 나뉘었다.
그러나 릭과 모티만 새로운 성우로 바뀐것은 아니였다. 존 알렌이라는 성우는 푸핏벗홀역을 새로 맡게 되었다. 이 역할도 저스틴 로일랜드가 담당했던 캐릭터였다.

## 이 밖의 매체

### 스핀오프
2021년 5월 20일 어덜트 스윔에서 더 빈디케이터스라는 단편 스핀오프 시리즈를 준비중이라고 발표했다. 본 작품은 8에서 10편으로 될 예정으로 공개년도는 2021년 또는 22년이라고 한다. 본편의 주요인물들은 이전에 에피소드 〈Vindicators 3: The Return of Worldender〉에 등장한 바 있는 슈퍼노바, 밴스 막시무스, 앨런 레일스, 크로쿠봇, 눕눕이 될 것이라 한다.

### 단편 애니메이션
어덜트 스윔의 투나미 프로그래밍 블록에서 초연된 세 개의 단편 중 두 편이 지체없이 어덜트 스윔의 유튜브 계정에 올라왔다.
- 2020년 3월 단편 〈사무라이 앤 쇼군〉(Samurai & Shogun)이 방영. 사톤 카이치가 감독하고 스튜디오 딘에서 제작, 애니메이션을 담당했다.[22]
- 2020년 7월 26일 두 번째가 되는 단편이 방영되었으며 제목은 〈릭 앤 모티 vs. 제노사이더〉(Rick and Morty vs. Genocider). 사노 타카시가 각본, 감독하고 솔라 엔터테인먼트에서 제작, 텔레콤 애니메이션 필름에서 애니메이팅하였다. 일본어 대사에 영어 자막으로 8분 15짜리의 짧은 영상.[23]
- On August 2, 2021년 8월 2일 세 번째 단편이 방영되었으며 제목은 〈서머 미츠 갓 (릭 미츠 이블)〉(Summer Meets God (Rick Meets Evil)). 유튜브에서 선공개되고 이튿날 어덜트 스윔에서 방영되었다. 사노 다카시가 각본, 감독을 담당하고 솔라 엔터테인먼트와 텔레콤 애니메이션 센터에서 제작하였다. 이 역시 일본어에 영자막으로 15분짜리.[24]

### 클레이메이션
2017년 어덜 스윔에서 〈릭 앤 모티: 더 논캐노니컬 어드벤처〉(Rick and Morty: The Non-Canonical Adventures)라고 이름한 단편 클레이메이션을 유튜브에 공개했다. 리 하드캐슬 제작의 호러·사이언스픽션 장르의 패러디 필름.

### 영화
- 2021년 영화 《스페이스 잼: 새로운 시대》에 등장인물 릭과 모티가 카메오로 등장.[26]

### 텔레비전
- 《심슨 가족》 시즌 26 최종화의 카우치 개그가 릭 앤 모티를 테마로 함.[27][28]

### 만화책
- 2015년 4월 1일 만화책 버전의 첫 이슈가 출간되었으며 제목은 〈BAM!〉.[29] 잭 고먼이 쓰고 CJ 캐넌이 그림.[30] 2016년 3월부터의 멀티이슈 스토리 아크는 톰 울러가 미술을 담당케 됨.[31]
- 2018년 8월 29일 네 개짜리 이슈의 던전 앤 드래곤 크로스오버 만화가 출간. 제목은 《릭 앤 모티 대 던전 앤 드래곤》(Rick and Morty vs. Dungeons & Dragons)으로 짐 주브와 패트릭 루스퍼스가 같이 쓰고 트로이 리틀이 그림.[32]
- 2018년 9월 위 만화의 시퀄 미니시리즈 《릭 앤 모티 대 던전 앤 드래곤: 2장: 패인스케이프》(Rick and Morty vs. Dungeons & Dragons: Chapter II: Painscape)가 출간.[33] 이번에는 짐 주브와 사라 스턴이 쓰고 트로이 리틀이 그림.[34]

### 비디오게임
- 2014년 《릭 앤 모티의 서두른 라이센스받은 어드벤처》(Rick and Morty's Rushed Licensed Adventure)가 어덜트 스윔 웹사이트에 공개. 플래시 포인트앤클릭 어드벤처 게임.[35]
- 2014년 12월 《릭 앤 모티: 제리의 게임》이 iOS 및 안드로이드용으로 출시.[36]
- 2015년 8월 10일 《릭 앤 모티》를 테마로 한 아나운서 팩이 《도타 2》에 출시.[37]
- 2016년 1월 13일 어덜트 스윔 게임스에서 포켓몬을 패러디한 무료 게임 《포켓 모티》가 iOS 및 안드로이드용으로 출시.[38] 무대는 "릭 앤 모티 릭스타버스"[39]
- 2016년 7월 15일과 2018년 4월 10일에 각각 마이크로소프트 윈도우 및 플레이스테이션 4에서 《릭 앤 모티: 버추얼 릭얼리티》 출시.[40] 아울케미 랩스 제작의 HTC 바이브 VR 및 오큘러스 리프트를 활용한 VR 게임.[41][42]
- 《포트나이트 배틀 로열》 챕터 2 시즌 7에서 티어 100 아웃핏으로 릭 산체즈 출시.

## 수상과 후보
| 연도          | 상     | 부문                                                  | 후보           | 결과 | 출처   |
| ------------- | ------ | ----------------------------------------------------- | -------------- | ---- | ------ |
| 제42회 애니상 | 애니상 | 일반 시청자를 위한 최우수 TV 애니메이션/방송 프로그램 | 《릭 앤 모티》 | 후보 | [ 43 ] |